# مجمع مسكوني
المجلس المسكوني (أو المجلس المسكوني؛ أيضًا المجلس العام) هو اجتماع للأساقفة والقادة الآخرين للنظر في مسائل العقيدة المسيحية والإدارة والانضباط والمسائل الأخرى التي يتم فيها دعوة من يحق لهم التصويت من العالم بأسره (oikoumene) والذي يضمن استحسان الكنيسة بأكملها استدعى الأباطرة الرومان المجالس المسكونية السبعة الأولى للانعقاد، التي تعترف بها كل الطوائف الشرقية والغربية التي تضم المسيحية الخلقيدونية، وطبق هؤلاء الأباطرة أيضًا قرارات تلك المجالس داخل كنيسة الدولة للإمبراطورية الرومانية.
بدءًا من المجمع المسكوني الثالث، أدت الانشقاقات الجديرة بالملاحظة إلى أن لا يشارك بعض أعضاء ما كان يُعتبر سابقًا كنيسة مسيحية واحدة. وهكذا، فإن بعض أجزاء المسيحية لم تحضر المجالس اللاحقة، أو تحضر لكنها لم تقبل النتائج. يقبل الأساقفة الذين ينتمون إلى ما أصبح يُعرف بالكنيسة الأرثوذكسية الشرقية سبعة مجالس مسكونية، كما هو موضح أدناه. شارك أساقفة ينتمون إلى ما أصبح يعرف بكنيسة المشرق في أول مجلسين. شارك أساقفة ينتمون إلى ما أصبح يُعرف بالأرثوذكسية الشرقية في المجالس الأربعة الأولى، لكنهم رفضوا قرارات المجلس الرابع ولم يحضروا أي مجالس مسكونية لاحقة.
يختلف قبول المجامع على أنها مسكونية وسلطة بين مختلف الطوائف المسيحية. أدت الخلافات حول الأسئلة الكريستولوجية وغيرها من الفروع إلى رفض بعض المجالس التي يقبلها الآخرون.

## أنواع المجامع
- المجامع الأبرشيّة - Diocesan Councils حيث يجتمع الأسقف بالقسوس والشمامسة في مركز الأبرشيّة أو في المكان الذي يحددونه في داخل الأبرشيّة.
- المجامع الإقليمية أو المحليــة أو العامــة - Provincial Councils التي تضم أساقفة كنيسة واحدة (بلد واحد) يجتمع البابا (البطريرك) مع الأساقفة لتدبير شئون الكنيسة أو ما يواجه الكنيسة من أخطار - وهو يقابل الآن اجتماعات المجمع المقدس برئاسة البابا، وفي الكنيسة القبطية يتم هذا الاجتماع في يوم السبت السابق لعيد حلول الروح القدس (العنصرة)، ويجوز عقد هذا الاجتماع في أي وقت.
- المجامع المسكونية:-

1- تنعقد بسبب ظهور بدعة أو أنشقاق يؤثر على الإيمان الكنسي.
2 - يتم عقد المجمع المسكوني بدعوة من الإمبراطور المسيحي.
3 - تحضره غالبية أساقفة الكنيسة - شرقاً وغرباً، بحيث يتم تمثيل كامل للكنيسة الجامعة ككل.
4 - يقرر المجمع حكماً جديداً أو يستقر على رأى لم يتفق عليه من قبل.

## تاريخ المجامع
المجامع عرفت في اليهودية فقد عقد رؤساء كهنة اليهود مجامع مناوئة للسيد المسيح (مت 26: 3)، (مر 15 : 1) كما أعتاد السيد المسيح ان يجتمع مع تلاميذة ويفسر لهم أقواله السماويّة لا سيّما الأمثال عندما يعسر عليهم فهمها. وكانوا يسألونه في الخفاء. واجتمع بهم في العشاء الأخير (ويُسمَّى أيضًاعشاء الر بّ الأخير والعشاء السرّي) وكذلك أيضًا بعد قيامته. ووعدهم بإرسال الروح القدس الذي حلّ عليهم في يوم الخمسين (العنصرة). وهو يعتقدون أنه بدأ يعمل معهم ويُلهمهم، كما ورد في أعمال الرّسل (15: 28): «لقد رأى الرّوح القدُس ونحن...»
وفي (أعمال الرّسل أيضًا 5: 27- 42) نرى صورة واضحة لمجمع من المجامع اليهودية التي أنعقدت لتحاكم تلاميذ السيد المسيح لتبشيرهم باسم يسوع الناصري. وكانت فيها منابر حرة. فقد وقف جِمْلائيل  معلم الناموس (الشّريعة) وحذّر المجمع.. فأطلقوا التلاميذ.
وأخذت المسيحية بالنظام اليهودي. فكان أوّل مجمع في التاريخ الكنسي المسيحي هو الذي عقدته الكنيسة في أورشليم نحو عام 50 م برئاسة القديس يعقوب الرسول اسقف اورشليم (أعمال 15)
ثم أخذت الكنيسة الجامعة في العالم عن الرسل القدّيسين هذا التقليد فكانت تعقد المجامع كلما وقع خلاف في البيعة أو انتشرت بدعة جديدة أو حدث ما يستدعي الدّعوة إلى مثل ذلك الاجتماع.

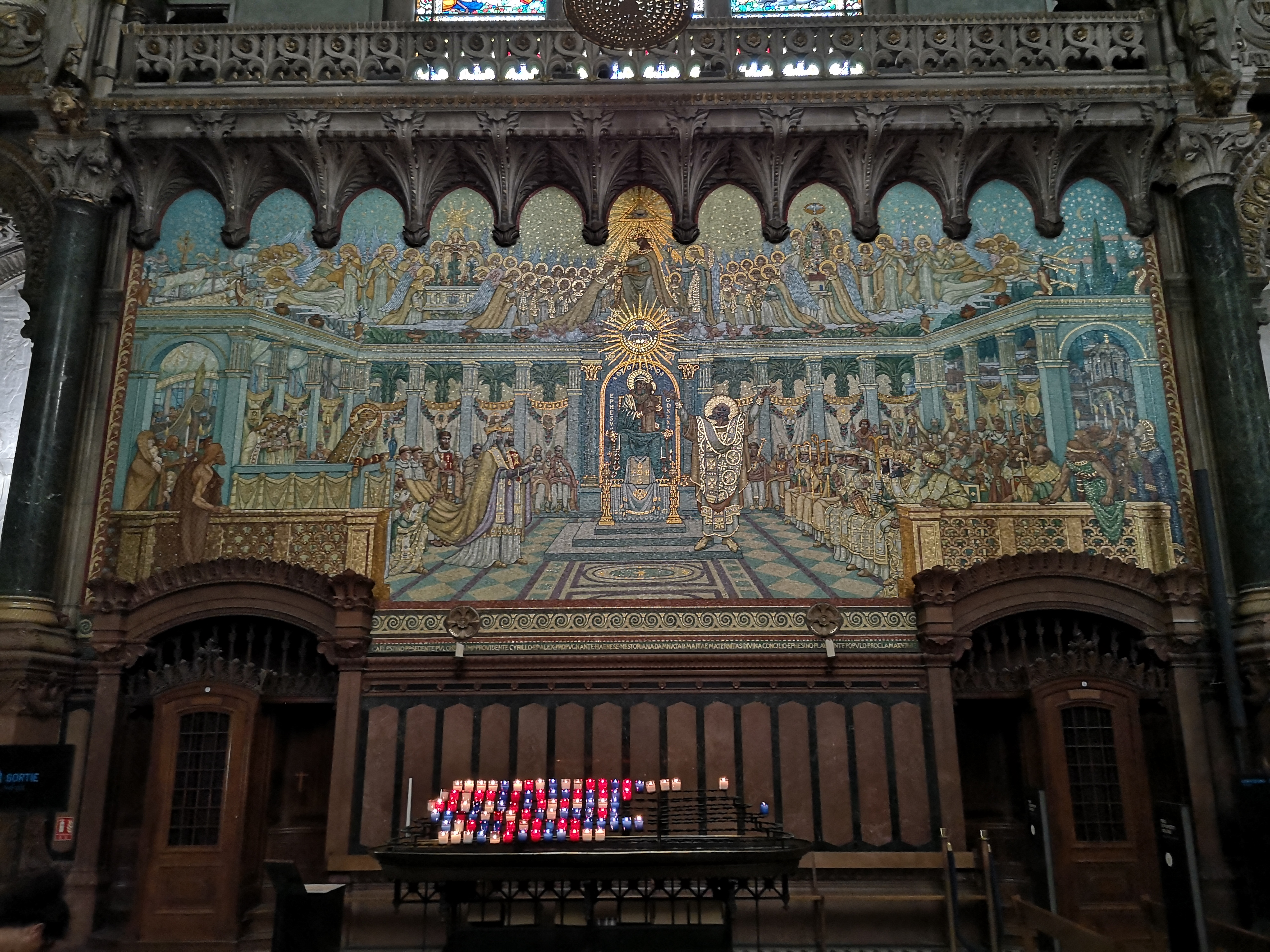
لوحة تمثل مجمع أفسس، داخل كاتدرائية نوتردام دو فورفيير ، ليون. فرنسا

أَدَّى ظُهُوْرُ المَسِيحِيِّيْن إَلَى عَالَمِ الحُرِّيَّةِ إِلَى أَنْ تَأْخُذَ رُمُوْزُهُم الدِّيْنِيَّةِ مُجَارَاةِ وَمُنَافَسَةِ أُبَّهَةِ العَصْرِ الرُّوْمَانِيّ. فَالسَّمَكَةُ التِي كَانَ يَرْسُمُهَا المَسِيْحِيُّوْنَ عَلَى الأَشِجَارِ فِي الغَابَاتِ وَعَلَى الأَرْضِ لِلدَلَالَةِ عَلَيْهِمْ أَصْبَحَتْ ذَاتَ صِبْغَةٍ قُدْسِيَّةٍ، وَأَصْبَحَ الفَنُّ الكَنَسِيّ يُحَاكِي الفَنَّ الذِي عَاصَرَهُ وَسَبَقَهُ، فَتَزَيَّنَتِ الكَنَائِسُ الضَّخْمَةُ بصُوَرِ المَسِيْحِ وَأُمِّهِ مَرْيَمُ العَذْرَاء وَالقِدِّيْسِيْنَ وَالشُّهَدَاء، وَأَصْبَحَتْ مِنْ ضُرُوْرَاتِ الكَنَائِسِ وَالعِبَادَة، وَأَصْبَحَتْ هَذِهِ الرُّمُوْزُ وَسَاطَةً بَيْنَ المُؤْمِنِ وَالله، وَكَانَ أَنْصَارُ هَذَا العَمَلِ هُمْ أَصْحَابُ الطَّبيْعَتَيْنِ، إِذْ جَسَّدُوْا المَسِيْحَ وَأُمُّهُ العَذْرَاء وَغَيْرَهُمْ بمَا هُوَ مَرْئِيٌّ، إِضَافَةً لِلتَأَمُّلِ الرُّوْحِيّ، وَسُمِّيَتْ تِلْكَ الرُّمُوْزُ وَالرُّسُوْمَاتُ بالأَيْقُوْنَاتِ، وَهَذَا مَا دَعَا أَسَاقِفَةَ الطَّبيْعَةِ الوَاحِدَةِ لِشَنِّ الحَرْبِ الكَلَامِيَّةِ وَالفِكْرِيَّةِ لِإبْطَالِ ذَلِكَ، وَكَانَ عَلَى رَأْسِ هَذِهِ المَجْمُوْعَةِ الأُسْقُف نُسْطُوْر، وَمُعَارِضَهُ أُسْقُف الإِسْكَنْدَرِيَّةِ كِيْرلُوس، الذِي نَادَى بأَنَّ المَسِيْحَ هُوَ الله، فَعَارَضَهُ نُسْطُور وَاشْتَدَّ بَيْنَهُمَا الخِلافُ، وَأَخَذَ يَتَفَشَّىَ وَيَسْرِيْ بَيْنَ النَّاسِ، وَهُنَا تَدَخَّلَ الإِمْبَرَاطُوْر وَدَعَا إِلَى عَقْدِ مَجْمَعِ أَفْسُس سَنَة431  م.
أَصَرَّ كِيْرلُوس وَأَنْصَارُهُ بأَنَّ المَسِيْحَ هُوَ الله، فِي حِيْنَ قَالَ نُسْطُورْ:«لا أَدْرِي كَيْفَ أَدْعُوا الله مَنْ كَانَ طِفْلًا عُمُرُهُ شَهْرَانِ أَوْ ثَلاثَة، وَلِهَذَا فَإِنِّي بَرِيءٌ مِنْ دَمِكُمْ وَلَنْ أَكُوْنَ بَيْنَكُمْ مِنَ الآن فَصَاعِدًا»، وَكَانَ نَتِيْجَةَ المَجْمَعِ عَزْلُ نُسْطُوْر وَالبَلْبَلَةُ فِي كَنِيْسَةِ القُسْطَنْطِيْنِيَّة. وَكَانَ قَبْلَهُ قَدْ تَمَّ فَصْلُ أَرْيُوس وَأنْصَارِهِ سَنَةَ 318  م مِنَ المُؤسَّسَةِ الكَنَسِيَّةِ حَيْثُ كَانَ رَأْيُ أَرْيُوس «تَنْزِيْهَ الوَاحِد الأَحَد الذِي لا بَدْءَ لَهُ»، بَيْنَمَا الابْنُ وَالكَلِمَةُ خَاضِعَانِ لِلتَغْيِرِ جَسَدِيَّا وَأَدَبيَّا، فِي حِيْنِ كَانَ رَأْيُ ألكْسَنْدرس عَدَمُ الفَصْلِ بَيْنَ الكُلِّ مِنْ طَبيْعَةٍ وَاحِدَةٍ.

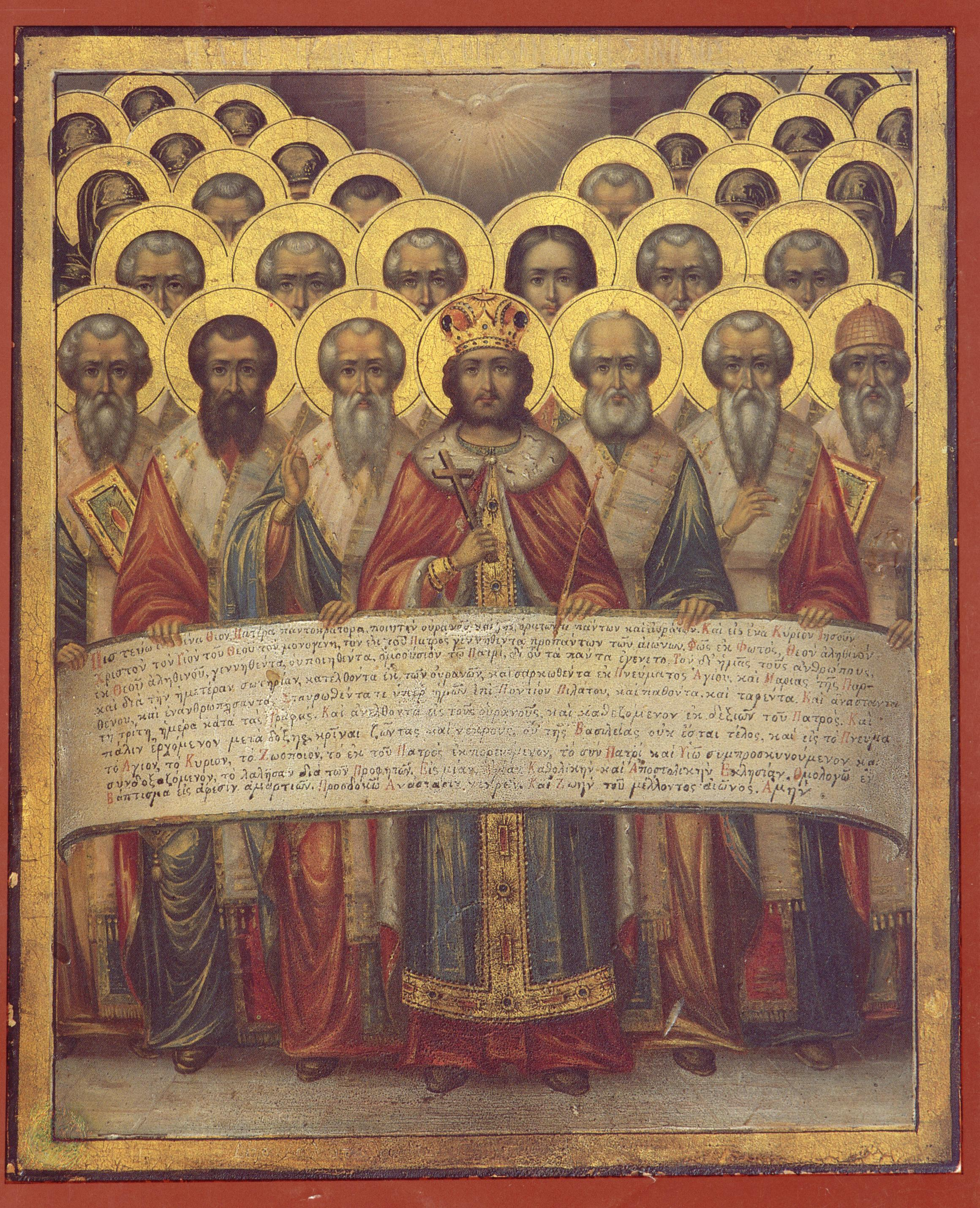
أيقونة مجمع نيقية الأول الذي عقد سنة

أَمَّا فِي مَجْمَعِ نِيْقِيَا الذِي عُقِدَ فِي سَنَةَ 325  م، كَانَ للإِمْبَرَاطُوْر قُسْطَنْطِيْنُ الكَبيْرُ دَوْرًا هَامًا فيْه، لأَنَّهُ كَانَ مِنْ أَنْصَارِ الطَّبيْعَتَيْنِ لِلْمَسِيْحِ. وَتَتَالَتِ الاخْتِلافَاتُ، وَعُقِدَتِ المَجَامِعُ، فَبَعْدَ مَجْمَعِ نِيْقِيَا الذِي حَرَّمَ أَرْيُوْس وَنَفَاه، عُقِدَ مَجْمَعُ القُسْطَنْطِيْنِيَّةِ الأَوَّلِ سَنَةَ 381  م، وَفِيْهِ حُرِّمَ مَقْدِنْيُوس بَطرِيرْك القُسْطَنْطِيْنِيَّةِ، وَالذي عَزَلَهُ الإِمْبَرَاطُوْر قُسْطَنْطِيْن مِنْ مَنْصِبِهِ لأَنَّهُ أَنْكَرِ لاهُوْتَ الرُّوْحِ القُدُسْ، كَمَا تَمَّ فِي مَجْمَعِ خَلْقِيْدُوْنيَة الذِي عُقِدَ سَنَة 451  م مِنْ حِرْمَانِ الرَّاهِبِ اليُوْنَانِيِّ أُوْطِيْخَا الذِي عَاشَ فَي القُسْطَنْطِيْنِيَّةِ لأَنَّهُ قَالَ بوَحْدَةِ الطَّبيْعَةِ لَدَى المَسِيْح، وَتَتَالَتْ هَذِهِ التَّحْرِيْمَاتُ حَتَّى مَجْمَعِ القُسْطَنْطِيْنِيَّةِ الثَّالِثِ الذِي عُقِدَ سَنَةَ 681  م، وَالذِي كَانَتْ أَغْلَبُ قَرَارَاتِهِ تَحْرِيْمُ أَصْحَابِ المَشِيْئَةِ الوَاحِدَةِ مِنَ الكَنِيْسَة.
| «                                              | إنه لشيئ مؤسف أن نعترف بأن قانون الإيمان الخلقيدوني يرفض كنائس الطبيعة الواحدة، (اللاخلقدونية) الموجودة في زماننا الحاضر، وهي كنائس الأقباط الأرثوذكس، السريان الأرثوذكس (اليعاقبة)، الأرمن الأرثوذكس و الأحباش الأرثوذكس، هذه الكنائس ترى أن القانون الخلقيدوني قريب جدا من النسطورية. | » |
| — جون لوريمر, تاريخ الكنيسة عصر الآباء \| ص359 | |   |

وَقَدْ أَدَّتْ هَذِهِ الصِّرَاعَاتُ الفِكْرِيَّةُ المَبْنِيَّةُ عَلَى العَوَامِلِ الدِّيْنِيَّةِ إِلَى حَرْبٍ وَقَفَ خِلَالَهَا أَنْصَارُ الطَّبيْعَتَيْنِ إِلَى جَانِبِ الأَيْقُوْنَاتِ وَدَافَعُوْا عَنْهَا لإِيْمَانِهِمْ بالتَجْسِيْدِ، وَ وَقَفَ أَنْصَارُ الطَّبيْعَةِ الوَاحِدَةِ ضِدَّ الأَيْقُوْنَاتِ لِعَدَمِ إِيْمَانِهِمْ بالتَجْسِيْدِ، وَمَعَ ذَلِكَ بَدَأَ فِي عَهْدِ الإِمْبَرَاطُوْر بَارْدَانس فِيْلِيْبيكُوس الأَرْمَنِي الذي حكم بين عامي 711 – 713 م -وَكَانَ مِنْ أَنْصْارِ مَذْهَبِ الطَّبيْعَةِ الوَاحِدَةِ- رَفْعُ الأَيْقُوْنَاتِ ذَاتِ الرَّمْزِ الدِّيْنِي، بهَدَفِ تَنْقِيَةِ الدَِّيْنِ مِمَّا عَلِقَ بهِ، فَعَارَضَ الأَسَاقِفَةُ الأَرْثُوذُكْس رَفْعَ الأَيْقُوْنَاتِ وَاعْتَمَدُوْا عَلَى المَجْمَعِ المَسْكُوْنِيّ السَّادِسِ الذِي يَعْتَبرُ أَنْصَارَ المَشِيْئَةِ الوَاحِدَةِ هَرَاطِقَة، لا يَمُتُّوْنَ لِلأَرْثُوذُكْسِيَّة، فَرَدَّ الإِمْبَرَاطُور بأَنَّ هَذَا المَذْهَبَ هُوَ المَذْهَبُ الوَحِيْدُ الذِي يُمَثِّلُ الأَرْثُوْذِكْسِيَّة.
وَكَتَعْبيْرٍ عَنْ رَفْضِ مُقَرَّرَاتِ المَجْمَعِ المَسْكُوْنِيّ السَّادِسِ وَإِعْلاءِ شَأَنِ مَذْهَبِ المَشِيْئَةِ الوَاحِدَةِ، أَمَرَ الإِمْبَرَاطُوْر فِيْلِيْبيكُوس بهَدْمِ نَصُبٍ تِذْكَارِيٍّ يُخَلِّدُ ذِكْرَى هَذَا المَجْمَع، كَمَا أَمَرَ برَفْعِ الكِتَابَةِ المَوْضُوْعَةِ عَلَى إِحْدَى بَوَّابَاتِ القَصْرِ التِي تُشِيْرُ إِلَى عَقْدِ جَلَسَاتِ هَذَا المَجْمَع. وَ وُضِعَتْ صُوَرُ للإِمْبَرَاطُوْرِ وَالبَطْرِيَرْك سَرْجيُوس مَكَان هَذَيْنِ الأَثَرَيْن. وَسَارَ عَلَى نَفْسِ هَذَا النَّهْجِ أَبَاطِرَةُ عَصْرِ الصِّرَاعِ مِنْ أَجْلِ الأَيْقُوْنَاتِ، فَرَفَعُوْا الأَيْقُوْنَاتِ التِي لَهَا صِفَةٌ أَوْ رَمْزٌ دِيْنِيَّين، وَاسْتَبْدَلُوْهَا بصُوَرِهِمْ. وَ رُغْمَ أَنَّ آَرَاءَ الإِمْبَرَاطُوْرِ بَارْدَانس فِيْلِيْبيكُوس المُؤَيِّدَةِ لِمَذْهَبِ المَشِيْئَةِ الوَاحِدَةِ لَمْ يُتَحْ لَهَا أَنْ تَنْتَشِرَ انْتِشَارًا وَاسِعًا، وَ رُغْمَ أَنَّ سِيَاسَاتِهِ الدِّيْنِيَّةِ بشَكْلٍ عَام قَدْ أَثَارَتْ مُعَارَضَةَ الكَثِيْرِيْنَ وَعَجَّلَتْ بانْهَاءِ حُكْمِهِ، إِلَّا أَنَّهُ وُجدَ بَعْضُ المُؤَيِّدِيْنَ لَهَا وَلَا سِيَمَا بَيْنَ بَعْضِ رِجَالِ الدِّيْنِ وَمِنْ بَيْنِهِم البَطْرِيَرْك جرْمَانُوس [الإنجليزية].
وَقَدْ كَانَ لِهَذِهِ الهَرْطَقَةِ الدِّيْنِيَّة التِي أَحْيَاهَا الإِمْبَرَاطُوْرُ الجَدِيْدُ أَصْدَاءَ سَيِّئَةَ فِي كَثِيْرٍ مِنْ أَصْقَاعِ الإِمْبَرَاطُوْرِيَّة وَلا سِيَمَا فِي رُوْمَا، حَيْثُ لَقِيَتْ أَشَدَّ المُعَارَضَة. وَكَانَ الإِمْبَرَاطُوْرُ الجَدِيْدُ حِيْنَ تَسَلَّمَ العَرْشَ قَدْ أَرْسَلَ إِلَى البَابَا قُسْطَنْطِيْن الأَوَّل قَرَارًا دِيْنِيَّا صُبغَ بلَهْجَةٍ اتَّضَحَتْ مِنْ خِلالِهَا أَفْكَارُهُ فِي اتِّبَاعِ المَشِيْئَةِ الوَاحِدَةِ، وَأَرْفَقَ مَعَهُ صُوْرَةً شَخْصِيَّةً لَه. وَقَدْ رَفَضَ البَابَا اسْتِلامَ صُوْرَةِ الإِمْبَرَاطُوْرِ الهِرْطِقِي، كَمَا رَفَضَتِ السُّلُطَاتُ هُنَاك أَنْ تَنْقُشَ صُوْرَتَهُ عَلَى العُمْلَةِ، وَحُذِفَ اسْمُهُ مِنَ الصَّلَوَاتِ وَالوَثَائِقِ الدِّيْنِيَّةِ وَالحُكُوْمِيَّة. وَهَكَذَا وَقَبْلَ أَنْ تَبْدَأَ أَزْمَةُ الأَيْقُوْنَاتِ بَدَأَ الصِّرَاعُ بَيْنَ الإِمْبَرَاطُوْرِ الهِرْطِقِي وَبَيْنَ البَابَا الذِي مَثَّلَ دَوْرَ حَامِي السُنَّةِ وَالمَذْهَبِ الأَرْثُوْذُكْسِي. وَمِنَ الوَاضِحِ أَنِّ نُقْطَةَ الخِلاَفِ فِي هَذَا الصِّرَاعِ كَانَتِ الأَيْقُوْنَات، وَبذَلِكَ أَصْبَحَ قُبُوْلُ الصُّوَرِ أَوْ رَفْضُهَا هُوَ المِحْوَرُ الرَّئِيْسُ الذِي دَارَتْ حَوْلَهُ أَحْدَاثُ السِّنِيْن القَادِمَة. انْتَهَتْ حَياةُ الإِمْبَرَاطُوْر فِيْلِيْبيكُوس بثَوْرَةِ الجُّنْدِ عَلَيْه وَأَسْرِهِ وَالتَمْثِيْلِ به، وَذَلِكَ سَنَة 713  م.
جَاءَ بَعْدَ الإِمْبَرَاطُوْر فِيْلِيْبيكُوس اثْنَانِ مِنَ الأَبَاطِرَة، لَكِنَّ الدَّوْرَ الرَّئِيْسَ كَانَ لِلحَاكِمِ العَسْكَرِيّ لِمُقَاطَعَةِ الأَنَاضُوْل لِيُون أَو لاوْن الأَيْصُورِيّ، الذِي اسْتَطَاعَ برُؤْيَتِهِ أَنْ يَسْتَفِيْدَ مِنْ مَوَازِيْنِ القُوَى دَاخِلَ نَفُوْذِ إِمْبَرَاطُوْرِيَتِهِ مَعَ دُوَلَ الجوَار، فَتَحَالَفَ مَعَ الأَقْوِيَاءِ فِي الدَّاخِلِ أَمْثَالِ أَرْتِبَاسْدُوس، الحَاكِمِ العَسْكَرِيّ لِمُقَاطَعَةِ أَرْمِيْنيَا البيْزَنْطِيَّة، وَمَعَ العَرَبِ فِي الخَارِج. وَدَخَلَ لِيُوْن القُسْطَنْطِيْنِيَّة سَنَةَ 717  م سِلْمًا، بَعْدَ أَنْ تَنَازَلَ لَهُ الإِمْبَرَاطُوْر ثِيُودُوْسْيُوسْ الثَالِثْ، وَتُوِّجَ بَعْدَهَا إِمْبَرَاطُوْرًا فِي كَنِيْسَةِ القِدِّيْسَةِ آيَا صُوْفيَا، وَحَكَمَ مَابَيْنَ عَامَي 717 – 741 م. أَمَّنَ لِيُون حُدُوْدَهُ البَرِيَّةَ وَالبَحْرِيَّة مِنْ هَجَمَاتِ العَرَبِ بالتَّحَالُفِ مَعَ القُوَى المُجَاوِرَةِ، وَنَشَرَ العَدْلَ بوَاسِطَةِ مَجْمُوْعَةٍ تَشْرِيْعِيَّةٍ سُمِّيَتْ «الإيكلوغا»، كَمَا أَزَالَ طُمُوْحَ الطَّامِعِيْنَ فِي العَرْشِ بأَنْ قَسَّمَ بلادَهُ إِلَى مُقَاطَعَاتٍ، وَجَعَلَ عَلَى رَأْسِ المُقَاطَعَاتِ القَوِيَّةِ حُلََفَاءَ لَهُ، وَبخَاصَّةٍ صِهْرَهُ أَرْتَباسْدُوس.

## الانشقاق
ترى الكنائس المشرقيّة الأرثوذكسيّة التالية: القبطيّة والأرمنيّة والسريانيّة أنّ المجامع المسكونية الأربعة الأولى هي: مجمع نيقية ومجمع القسطنطينية الأول ومجمع أفسس ومجمع أفسس الثاني.
أمّا في نظر الكنيستين الرومانيّة الكاثوليكيّة والكنيسة الأرثوذكسيّة الشرقية فإنّ مجمع خلقيدونية هو المجمع المسكوني الرابع وأحد المجامع المسكونية السبعة.
انعقد مجمع خلقيدونية سنة 451م  ويُعتبَر من أخطر المجامع، إذ نجم عنه انشقاقٌ أدّى إلى انفصال الكنائس المشرقيّة التالية: الكنيسة القبطيّة الأرثوذكسيّة والكنيسةالأرمنيّة الأرثوذكسيّة والكنيسة السريانيّة الأرثوذكسيّة) عن الشركة مع الكنيستين الرومانيّة الكاثوليكيّة والبيزنطيّة الأرثوذكسيّة اللتين تعتبران مجمع خلقيدونية المجمع المسكوني الرابع وأحد المجامع المسكونية السبعة.

## مجامع الكنيسة الكاثوليكية
- مجمع نيقية
- مجمع القسطنطينية الأول
- مجمع أفسس
- مجمع خلقيدونية
- مجمع القسطنطينية الثاني
- مجمع القسطنطينية الثالث
- مجمع نيقية الثاني
- مجمع القسطنطينية الرابع
- مجمع لاتران الأول
- مجمع لاتران الثاني
- مجمع لاتران الثالث
- مجمع لاتران الرابع
- مجمع ليون الأول
- مجمع ليون الثاني
- مجمع فيين
- مجمع كونستانس
- مجمع فلورنسا
- مجمع لاتران الخامس
- مجمع ترنت
- المجمع الفاتيكاني الأول
- المجمع الفاتيكاني الثاني

## وصلات خارجية
- المجامع للأنبا ساويرس الملقب بابن المقفع أسقف الأشمونين على الإنترنت
- كنيسة مدينة الله أنطاكية العظمى: عقيدة وتاريخ - The Church of the city of God, great Antioch: Faith and History